# Kuno Klötzer
Kuno Klötzer (Geyer, 19 aprile 1922 – Norderstedt, 6 agosto 2011) è stato un calciatore e allenatore di calcio tedesco, che ha vinto con l'Amburgo la Coppa delle Coppe 1976-1977.

## Palmarès

### Titoli nazionali
- Coppa di Germania Regione Ovest: 2

Fortuna Dusseldorf: 1955-1956, 1956-1957
- Campionato Tedesco Regione Ovest: 1

Fortuna Dusseldorf: 1965-1966
- Campionato Tedesco Regione Sud: 1

Kickers Offenbach: 1971-1972
- Coppa di Germania: 1

Amburgo: 1975-1976

### Titoli internazionali
- Coppa delle Coppe: 1

Amburgo: 1976-1977
- Coppa Intertoto UEFA: 1

Hertha: 1978